# Lego Scooby-Doo! Lidérces Hollywood
A LEGO Scooby-Doo! Lidérces Hollywood (eredeti cím: Lego Scooby-Doo! Haunted Hollywood) 2016-ban bemutatott amerikai televíziós 3D-s számítógépes animációs film, amelynek a rendezője Rick Morales, a producerei Rick Morales
és Alan Burnett, az írói James Krieg, Heath Corson és Duane Capizzi, a zeneszerzője Robert J. Kral. A film a Warner Bros. Animation gyártásában készült a Warner Home Video és forgalmazásában jelent meg. Műfaját tekintve filmvígjáték.
Amerikában 2016. május 10-én mutatták be DVD-n, Magyarországon pedig 2016. május 6-án jelent meg, szintén DVD-n.

## Cselekmény
A Rejtély Rt. a filmben Hollywood-ba utazik, miután Scooby és Bozont nyertek egy oda szóló utazást. A csapat épp a Brickton Studios-ban tesz látogatást, amikor is jól ismert filmes szörnyek támadnak rájuk. A csapat minden megtesz, hogy megoldja az esetek mögött álló rejtélyt.

## Szereplők
| Szereplő          | Eredeti hang        | Magyar hang       |
| ----------------- | ------------------- | ----------------- |
| Scooby-Doo        | Frank Welker        | Vass Gábor        |
| Fred Jones        | Frank Welker        | Markovics Tamás   |
| Diána Blake       | Grey DeLisle        | Hámori Eszter     |
| Bozont Rogers     | Matthew Lillard     | Fekete Zoltán     |
| Vilma Dinkley     | Kate Micucci        | Madarász Éva      |
| Víziszörny        | Dee Bradley Baker   | Farkasinszky Edit |
| Malt Shop Walt    | Dee Bradley Baker   | Király Adrián     |
| Zombi             | Dee Bradley Baker   | Pálmai Szabolcs   |
| Atticus Fink      | JB Blanc            | Faragó József     |
| Rendező           | JB Blanc            | Stern Dániel      |
| Bryan Lakeshore   | Christian Lanz      | Pipó László       |
| Múmia             | Christian Lanz      | Pálmai Szabolcs   |
| Junior            | Scott Menville      | Pálmai Szabolcs   |
| Drella Diabolique | Cassandra Peterson  | Bánfalvi Eszter   |
| Chet Brickton     | James Arnold Taylor | Forgács Gábor     |

- További magyar hangok: Ágoston Péter, Bor László, Farkasinszky Edit, Hábermann Lívia, Kis-Kovács Luca, Mohácsi Nóra, Sörös Miklós, Szakács Hajnal